# ДС3

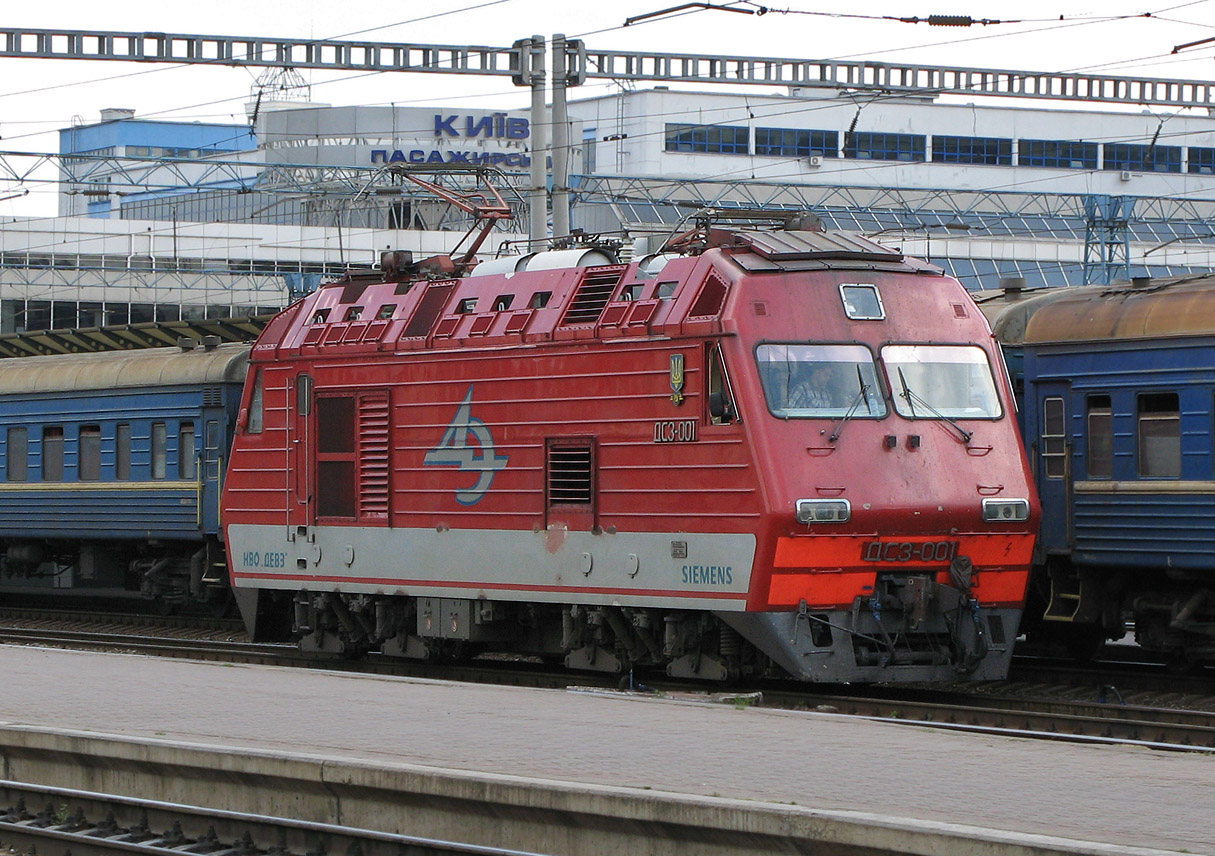
Перший ДС3

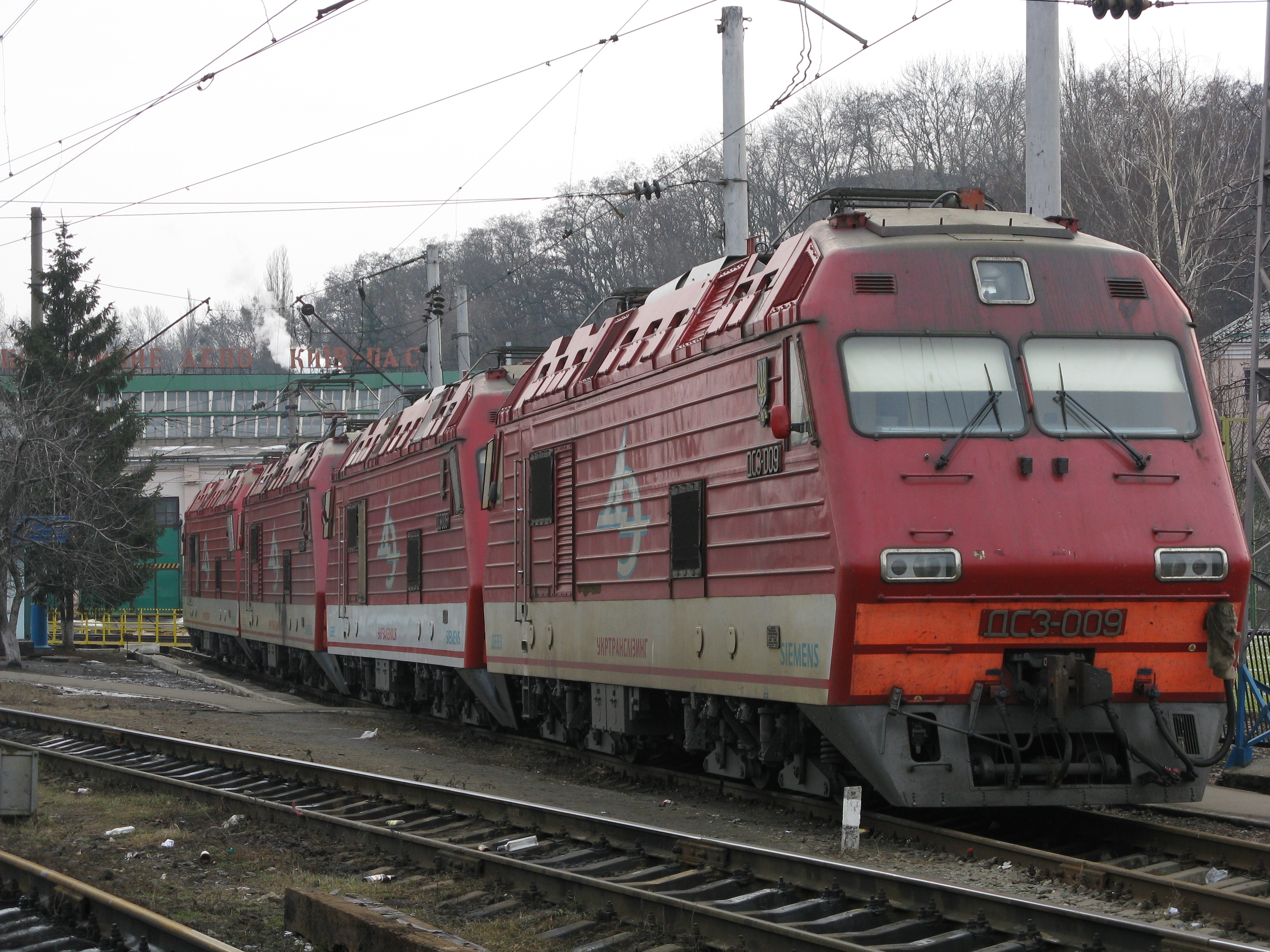
Електровози ДС3 в депо Київ-Пасажирський.

ДС3 (Дніпровський, Сіменс, тип 3) — односекційний чотирьохосний електровоз змінного струму, виробництва Дніпропетровського електровозобудівного заводу спільно з Siemens.
Електровоз розроблений як універсальний для роботи з вантажними і пасажирськими поїздами на ділянках, електрифікованих змінним струмом. ДС3 отримав жаргонні прізвиська "Дуся" та "Дюшес" через співзвучність зі своїм визначенням (де-ес). Виробництво електровозів спільне, а саме: Siemens — силова електроніка тягового приводу та система керування, ДЕВЗ — механічна частина, допоміжні машини, Смілянський електромеханічний завод — тягові двигуни.

## Конструкція
Механічна частина електровоза багато в чому уніфікована з електровозом ДЕ1 — два двовісні візки із зварними рамами, незбалансованим пружинним підвішуванням і двостороннім натисканням гальмівних колодок на колеса. Передача сил тяги та гальмування на раму електровоза — похилими тягами, по одній на кожен візок, як і у електровозів ВЛ85, ЕП1, 2ЕС5К.

### Двигуни
Тягові двигуни електровоза — трифазні асинхронні з короткозамкненим ротором. Живляться тягові двигуни від двох розташованих в середині кузова перетворювачів лінійною напругою до 2200 В, порахувавши амплітудне значення якого (2200 * sqrt 2 = 3100), можна дізнатися значення напруги проміжної ланки постійного струму і зробити висновок про можливість створення на базі ДС3 електровоза подвійного живлення. Векторне управління перетворювачами, як і управління іншим обладнанням електровоза, здійснює мікропроцесорна система. Режим роботи тягових двигунів задається реверсивним перемикачем і двома рукоятками — рукояткою швидкості і рукояткою завдання тягової (при переміщенні від себе) і гальмівний (при переміщенні на себе) сили.
Допоміжні машини також мають асинхронний привід. Для охолодження тягових двигунів на електровозі встановлено два відцентрових мотор-вентилятори, для постачання стисненим повітрям — два V-подібних чотирициліндрових компресор а ПК-3, 5. На пневматичній панелі встановлений як пасажирський повітророзподільник 292 с електроповітророзподілювачем 305, так і вантажний повітророзподільник 483, що визначає можливість використання ДС3 в обох видах руху.

## Основні характеристики
- Ширина колії: 1520 мм.
- Система струму: змінний 50 Гц, 25 кВ.
- Осьова формула: 2о — 2о.
- Конструкційна швидкість: 160 км/год.
- Робоча маса: 90 т.
- Потужність тягових електродвигунів: 4×1200 кВт.

## Експлуатація
Усі електровози серії приписані до локомотивного депо Київ-Пасажирський Південно-Західної залізниці. Однак станом на червень 2025 року експлуатуються лише 3 із них — 011-й, 012-й і 015-й. Всі інші або стоять неробочі в депо (поки їх не відремонтують), або використовуються як донори для робочих. 
На жаль, тільки недавно чотирьом останнім електровозам даної серії виповнилось 10 років при середній експлуатації (як мінімум) 25 років. Критики залізничного транспорту кажуть, що дані електровози не витримали жахливої експлуатації. Також причиною стало небажання Укрзалiзницi складати договiр сервiсного обслуговання з фiрмою Siemens, яка пiсля закiнчення гарантiйних терминiв вiдмовилась ремонтувати свою електронiку безоплатно.

## Капітальний ремонт
Електровози ДС3-002, 011, 012, 015 і 018 були перефарбовані у нову ліврею УЗ